# My Summer Car
My Summer Car (în română Mașina Mea de Vară) este un joc de supraviețuire open-world dezvoltat de către Johannes Rojola (ToplessGun) și soția sa Kaarina Pönkkä (KarinaCar), care alcătuiesc compania ”Amistech”. Acesta este în dezvoltare încă din 2013, a fost lansat pe 24 octombrie 2016, și la momentul de față este un joc ”acces timpuriu” pe Steam, lansându-se update-uri pentru el la o rată rapidă.

## Despre joc

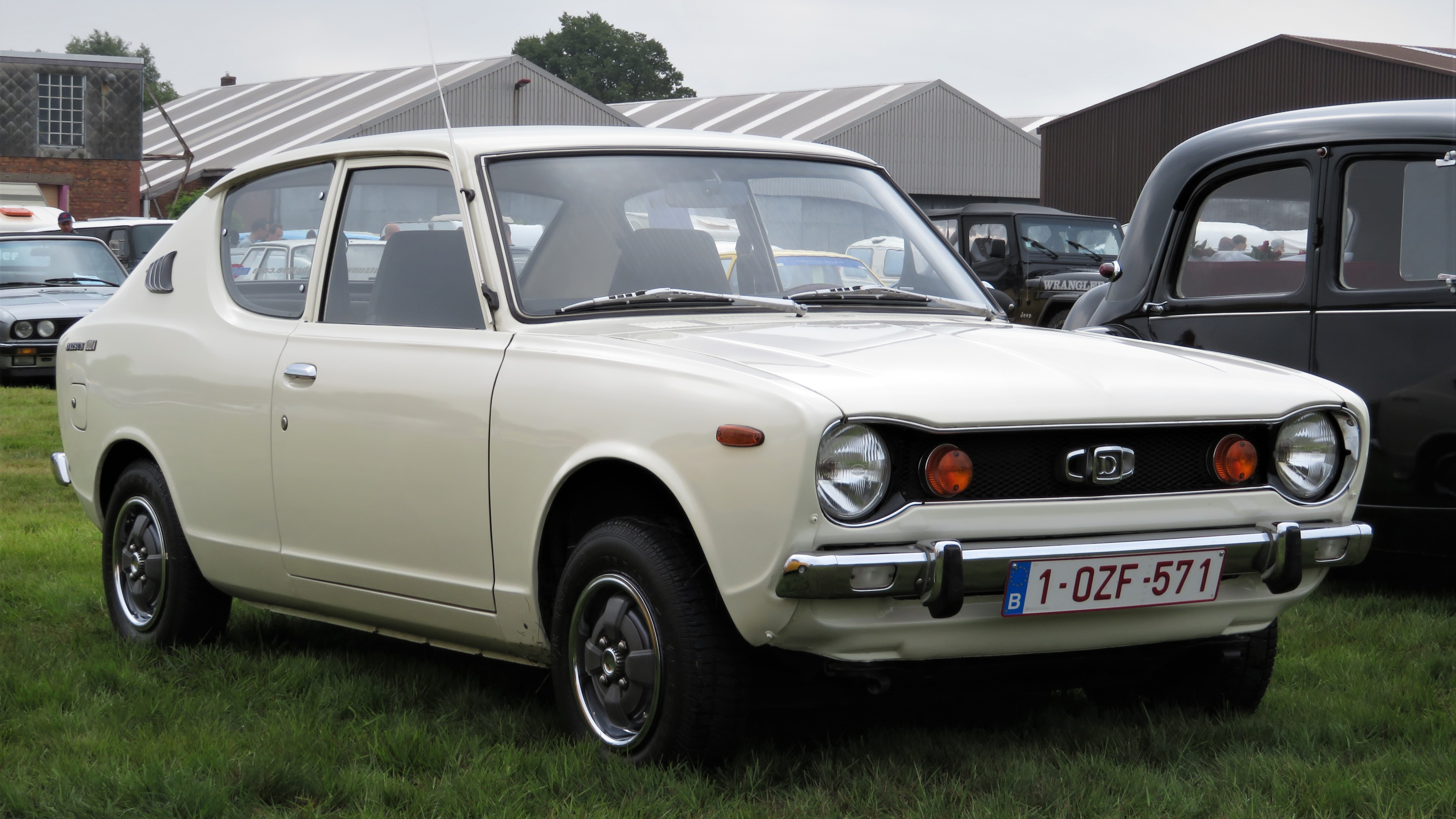
Datsun 100A, mașina acestui joc

Jocul de fapt începe în 1976 în Finlanda, când personajul se naște în mașina tatălui său, un Datsun 100A model 1971-1977 (în joc anii 1972-1976, deoarece forma lămpilor din spate a fost modificată la scurt timp după ce a început producția). Jocul face un salt în timp până în 1995, unde jucătorul se trezește cu părinții plecați în Tenerife, cu o mașina tatălui în garaj, un camion SISU Seria M (1970, în joc se numește GIFU) și o dubă Toyota HiAce (1979, în joc poartă denumirea de Hayosiko, după o glumă bilingvistică care vine din numele unui mecanic auto japonez ”Hayosiko Toyotasi” care în finlandeză înseamnă ”ți s-a stricat Toyota?”). Conform unei notițe lăsate pe frigider, mașina trebuie construită ca să nu fie vândută la fier vechi. 
În joc, sarcina principală este, evident, reconstruirea mașinii delapidate, după ce a stat ani buni dezmembrată în garaj, de unde trebuie reconstruit motorul (părțile folosite inițial sunt de asemenea foarte uzate), șasiul și restul părților (bordul, cauciucurile, ușile, cablajul, etc). Această sarcină grea necesită însă bani, iar jucătorul poate să câștige bani prin mai multe sarcini: livrarea lemnelor de foc cu tractorul (Valmet 502, 1985, în joc se numește Kekmet), îndepărtarea mizeriei din puțurile de la casele oamenilor, producerea unei băuturi populare finlandeze numită kilju (vin zahărat) care se poate vinde unui vecin bețiv, posibilitatea de a aduce acest vecin înapoi la el acasă după o noapte petrecută la pub și livrarea de mâncare pentru bunica jucătorului.
Mentenanța mașinii este foarte detaliată, deoarece aproape toate părțile necesită înșurubare folosind chei universale (sau chei-clichet care se pot comanda). Deși mașina se poate asambla doar dacă anumite părți au fost montate, jucătorul poate uita să pună anumite piese (precum un piston) sau poate lăsa un șurub nestrâns, care poate duce la o funcționare improprie a mașinii. Tot odată, mașina necesită ajustări după ce a fost pornită pentru prima oară, printre care la ajustarea tacheților, rotirea unghiului la axul cu came, ajustarea alternatorului astfel încât să nu se rupă cureaua de transmisie, ajustarea delcoului astfel încât motorul se aprinde corespunzător, ajustarea carburatorului astfel încât amestecul aer-carburant este reglat corect, etc. Anumite părți necesită o înlocuire după o anumită vreme, deoarece se pot uza cu timpul. Bujiile, filtrele de ulei și bateriile trebuie cumpărate noi, deoarece cele vechi pot afecta performanța mașinii. Un alt aspect la mentenanță este alimentarea mașinii cu lichide (de răcire, de frână sau de ambreiaj, ulei motor, etc), iar neumplerea mașinii cu aceste lichide pot cauza probleme (spre exemplu la frânare, la supraîncălzirea motorului, etc). Folosirea unor piese ”pe moarte” pot avaria grav motorul mașinii. De asemenea, cauciucurile inițiale sunt și ele uzate, deci mașina necesită cauciucuri noi ca să treacă ITP-ul. Mașina necesită de asemenea ”electrificare” deoarece fără cabluri, nu poate porni, iar cablurile necesită conectare peste tot (la electromotor, baterii, indicatoare de pe bord, faruri, radio, boxe, etc).

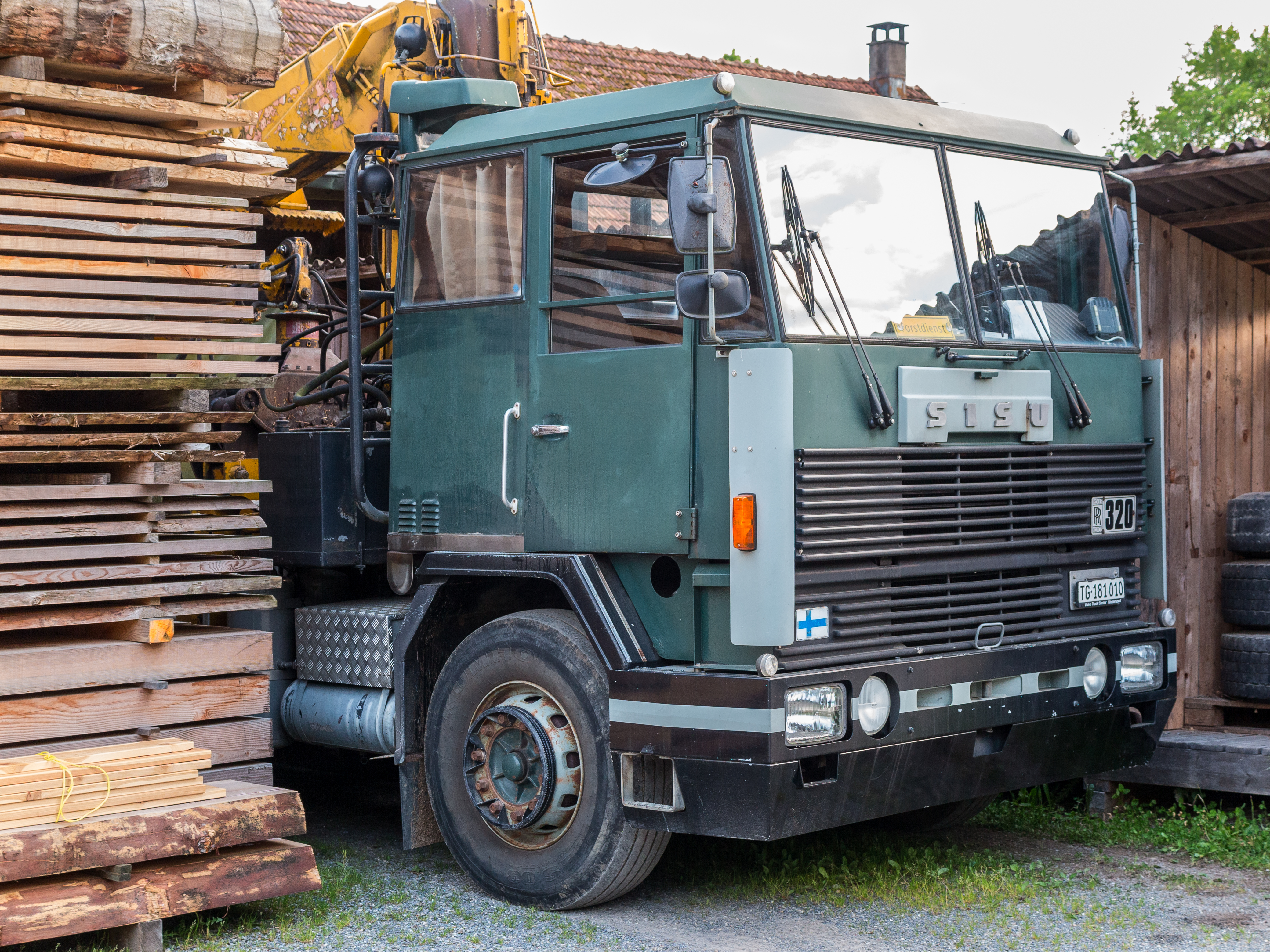
Camion SISU Seria M (1969-1982)

După trecerea ITP-ului, mașina poate primi alte accesorii, fie că îmbunătățesc performanța (spre exemplu, carburator de raliu, sistem cu injecție N2O, capotă din fibră de carbon, suspensie de raliu, etc) fie că sunt doar pentru aspectul estetic al mașinii (radio cu subwoofere, tentă geamuri, huse scaune/bord/volan, etc), toate acestea se pot comanda din revista Amis Auto (amis este o referință la oamenii de la țară care tunează mașini vechi, venind din termenul ”ammattikoulu”, care înseamnă liceu vocațional), care se găsește în garaj.
Acest joc se concentrează și pe aspectul de ”viață reală” a situației date. Jucătorul poate muri din cauza unui accident rutier, stres cronic, dehidratare, foame, electrocutare, înțepături de viespi, înecare, vezică urinară spartă, omor cu toporul sau de arsuri. Jocul include și funcția de ”moarte permanentă”, însemnând că după ce ai murit, tot progresul salvat va fi pierdut. Moartea apare pe un ziar car include diverse titluri, depinzând din cauza morții iar în ”permadeath” apare și autopsia jucătorului. Pe lângă asta, există diverse activități în acest joc, care includ recuperarea unor mașini-epave pentru mecanicul auto din zonă (Fleetari), cumpărături de diverse produse sau petrecerea unei nopți la pub-ul/magazinul lui Teimo (modelat după un alt magazin de sat din viața reală), o petrecere rurală la o sală de dans din zonă sau posibilitatea de a juca douăzeci-și-unu cu un personaj misterios, unde poți să dai pariu cu casa sau cu mașina. Dacă câștigi, poți să iei o Škoda Octavia (1959-1971) (care necesită uciderea unui cuib de viespi, în joc poartă denumirea de Ruscko, probabil de la rugină) și/sau cabana sa mică. Pierderea acestui joc poate duce la confiscarea mașinii sau a casei jucătorului, forțând-ul să trăiască ca un boschetar. O altă activitate include culegerea unui câmp de căpșuni, chiar dacă asta necesită suportarea insultelor aduse de către propietarul câmpului sau vizitarea bunicii în joc care detaliază multe dintre aspectele poveștii acestui joc. Alte activități de trecut timpul includ pregătirea cafelei sau fumatul pentru a scăpa de stres sau de oboseală, relaxarea pe o cabană pe o insulă (care necesită acesul prin barcă cu motor în doi timpi), condusul unui moped Jonnez ES (Suzuki PV50, denumită după termenul ”mopojonne” - un adoleșcent care adesea merge pe un moped și bea energizante), vandalizarea stației ITP cu ajutorul camionului, etc. Jucătorul poate să meargă la închisoare dacă acesta n-a plătit amenzile acordate (condus fără centură, condus sub influența alcoolului, condus peste limita de viteză, alimentarea camionului/dubei cu diesel netaxat, etc)
O mare parte din originalitatea jocului provine din tonul său ireverent și referințele sale la cultura finlandeză: O mare parte din celelalte personaje sunt ”țărani” care sunt în mare parte bețivi, iar jucătorul se poate îmbăta cu bere sau, mai rău, cu votcă sau cu alcool tare. Există posibilitatea de a înjura în joc sau posibilitatea de a arăta degetul mijlociu, care nu vor primi decât un răspuns ocazional din partea altor personaje. Traficul în joc este de asemenea periculos deoarece acesta poate depăși în neștiința jucătorului, iar pe drumurile desfundate există posibilitatea de a te ciocni cu mașina unui văr din joc (SEAT 133, 1975, în joc se numește Fittan), care de asemenea poate lua jucătorul pentru a îl lăsa în diverse locații pe hartă. În joc există posibilitatea de a fura o valiză cu 5 mii de mărci finlandeze de la același vecin beat care îți cumpără băutura ta, dar acesta va intra în casa ta și te va lovi cu toporul. În ultimul update din versiunea beta (iunie 2018), dacă atacul cu toporul va eșua, acesta va dispărea misterios, iar după cercetări, jucătorul poate să îl găsească spânzurat de pe un pod, pentru că acesta consideră că a trăit o viață mizerabilă. Acesta mai târziu poate fi dat afară din casă de către soție, și îți va cere ajutorul ca el să se mute la un set nou de locuințe din orășelul din joc (Peräjärvi, comuna Alivieska).

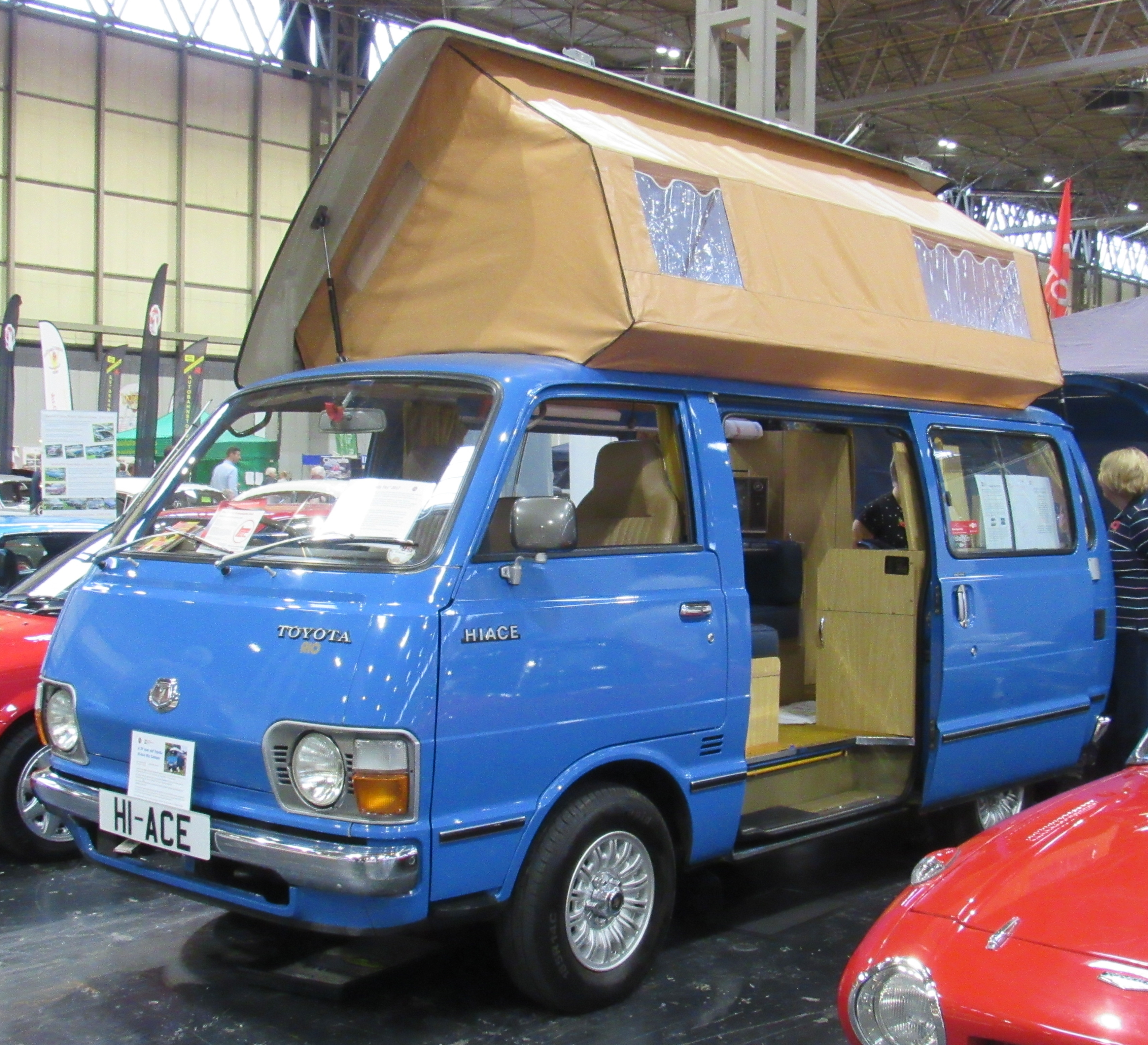
Toyota HiAce din 1978-1984

Momentan, jocul nu are mod-support dar comunitatea sa a creat mai multe mod-uri pentru acest joc folosind script-uri complexe. Printre care se numără:
- Volan pe dreapta, plăcuțe de înmatriculare și bare acoperiș (MartyTheGamer)
- Murdărie mașină (zamp)
- Casetă VHS (piotrulos)
- Rulotă HiAce (sock, mod neterminat)

Alte modificări includ schimbarea texturilor, printre care se includ și sticker-ele de la geamul din spate, poster-ele din dormitor, textura schemei de vopsire speciale pentru mașina jucătorului, care se pot găsi în folderele din joc. Alte modificări ale texturii necesită UnityAssetEditor. De asemenea se pot introduce și cântece proprii în radio.

## Recepție
După lansarea jocului în 2016, acesta a avut parte de o imensă popularitate la lansare; unii jurnaliști ai jocurilor video descriu că acesta este ”haios, detaliat și derutant”, ”ciudat ca dracu', da' haios”. Pe Steam, la momentul de față are 90% recenzii pozitive, fiind lăudat de mulți jucători (mai ales în țara sa natală, Finlanda) pentru nivelul detalilor și referințele la cultura populară finlandeză. În 2018 acesta a fost introdus în muzeul jocurilor video finlandez din Tampere.
În 2018, Johannes Rojola a anunțat un posibil succesor al jocului, care va începe dezvoltarea după ce My Summer Car va fi terminat. Jocul va fi stabilit în iarna anului 1997, și va avea o mașină I4 cu tracțiune pe spate.
1. ↑  Steam, accesat în 14 decembrie 2023
2. ↑   https://store.steampowered.com/news/app/516750/view/514071031546120457 Lipsește sau este vid: |title= (ajutor)
3. ↑  Steam